# Stinoplus pervasus
Stinoplus pervasus är en stekelart som först beskrevs av Walker 1836.  I den svenska databasen Dyntaxa används istället namnet Stinoplus perasus. Stinoplus pervasus ingår i släktet Stinoplus och familjen puppglanssteklar. Arten är reproducerande i Sverige. Inga underarter finns listade i Catalogue of Life.